# Mirabel (Spagna)
Mirabel è un comune spagnolo di 797 abitanti situato nella comunità autonoma dell'Estremadura.